# Jana Henke
Jana Henke (Löbau, 1º ottobre 1973) è un'ex nuotatrice tedesca.
Specializzata nello stile libero ha vinto una medaglia d'argento e una di bronzo alle olimpiadi di Barcellona 1992.

## Palmarès
- Olimpiadi

Barcellona 1992: argento nella 4x100 m misti e bronzo negli 800 m sl.
- Mondiali

Perth 1991: bronzo negli 800 m sl.
Barcellona 2003: bronzo nei 1500 m sl.
- Europei

Atene 1991: argento negli 800 m sl.
Sheffield 1993: oro negli 800 m sl.
Vienna 1995: argento negli 800 m sl.
Siviglia 1997: bronzo negli 800 m sl.
Istanbul 1999: bronzo negli 800 m sl.
Berlino 2002: oro negli 800 m sl.
- Europei in vasca corta

Lisbona 1999: bronzo negli 800 m sl.
- Europei giovanili

Leeds 1992: bronzo nei 400 m sl e negli 800 m sl.